# دانشگاه لایپزیگ
دانشگاه لایپزیگ (به آلمانی: Universität Leipzig) یک دانشگاه تحقیقاتی دولتی در لایپزیگ واقع در ایالت زاکسن آلمان است که در سال ۱۴۰۹ میلادی بنیان‌نهاده شده‌است. این دانشگاه در سال ۱۹۵۳ و در دوره جدایی آلمان شرقی و غربی، نام آن به دانشگاه کارل مارکس تغییر یافت و پس از سال ۱۹۹۱ با اتحاد مجدد آلمان، به نام پیشین خود، یعنی دانشگاه لایپزیگ بازگشت.
از دانش‌آموختگان برجسته این دانشگاه می‌توان به یوهان ولفگانگ فون گوته، فریدریش نیچه، ریشارد واگنر، آنگلا مرکل و بسیاری از برندگان جایزه‌های جهانی به ویژه جایزه نوبل در زمینه‌های شیمی، فیزیک و ادبیات را نام برد.
مستندات ایپال یک نسخه خطی از موسیقی قرن ۱۶ است که در کتابخانه دانشگاه لایپزیگ قرار دارد.

## دانشکده‌ها
چهار دانشکدهٔ اصلیِ آن شاملِ دانشکدهٔ هنر، الهیات، پزشکی و حقوق بود. امروزه این دانشگاه شامل ۱۴ دانشکده به شرح زیر:
- دانشکده الهیات
- دانشکده حقوق
- دانشکده تاریخ، هنر
- دانشکده فیلولوژی
- دانشکده آموزش و پرورش
- دانشکده علوم اجتماعی و فلسفه
- دانشکده علم اقتصاد و مدیریت (مهندسی عمران)
- دانشکده علوم ورزشی
- دانشکده پزشکی
- دانشکده ریاضیات و علوم رایانه
- دانشکده زیست‌شناسی، داروسازی و روان‌شناسی
- دانشکده فیزیک و علوم زمین
- دانشکده شیمی و کانی‌شناسی
- دانشکده دامپزشکی

## استادان و دانش آموختگان دانشگاه لایپزیگ

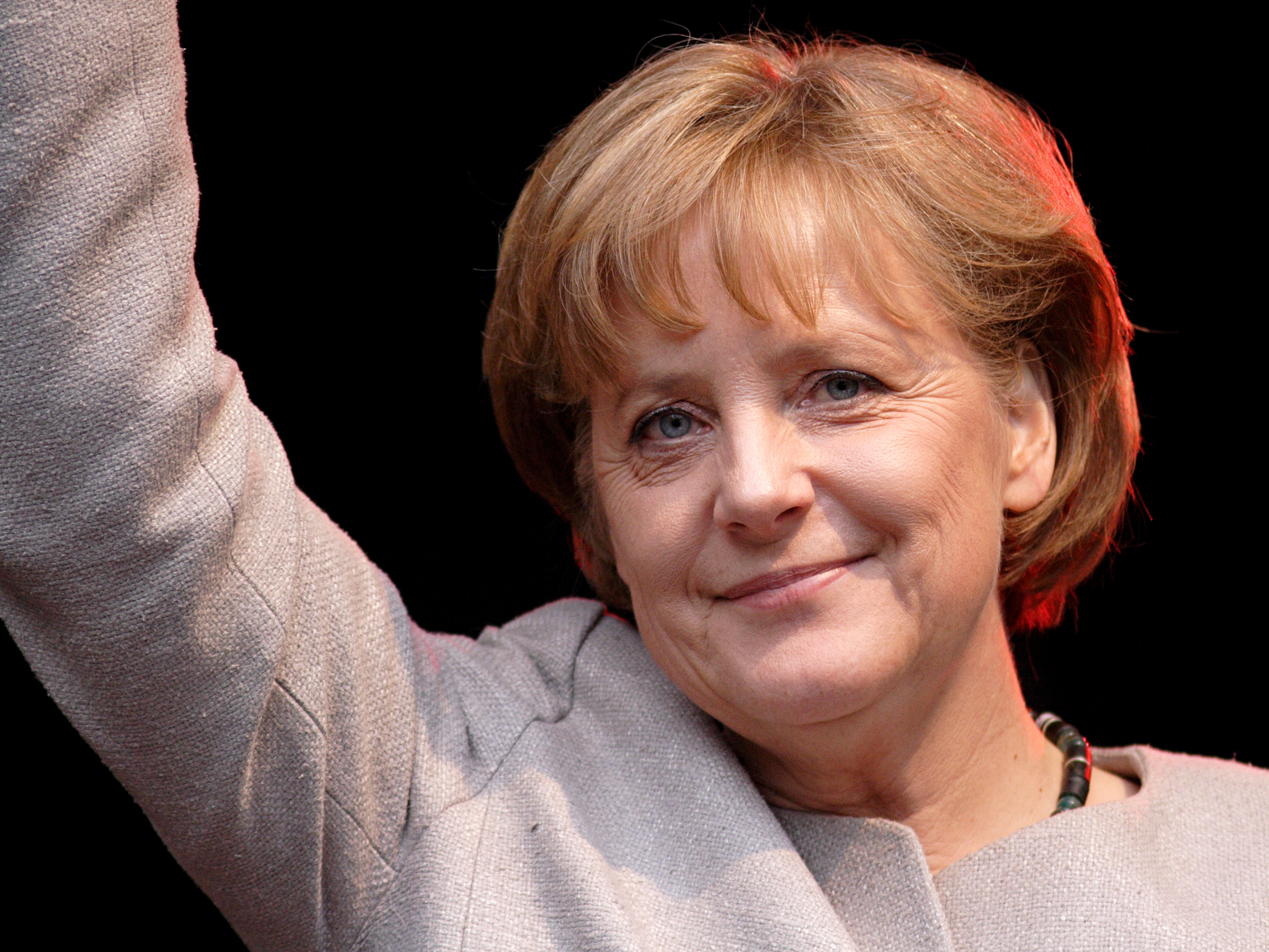
آنگلا مرکل

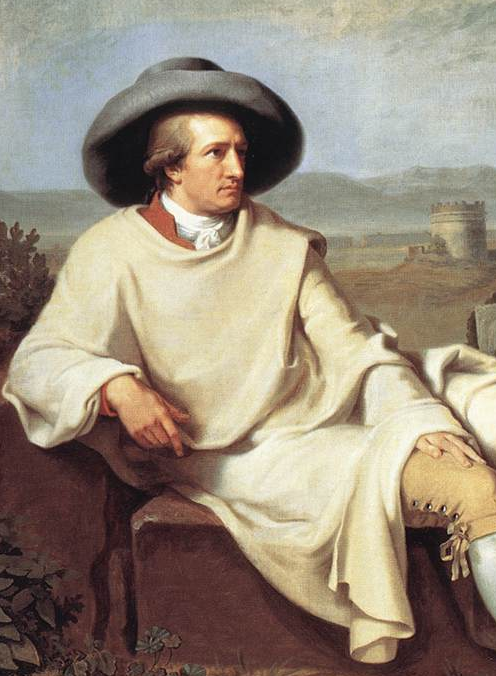
یوهان ولفگانگ گوته

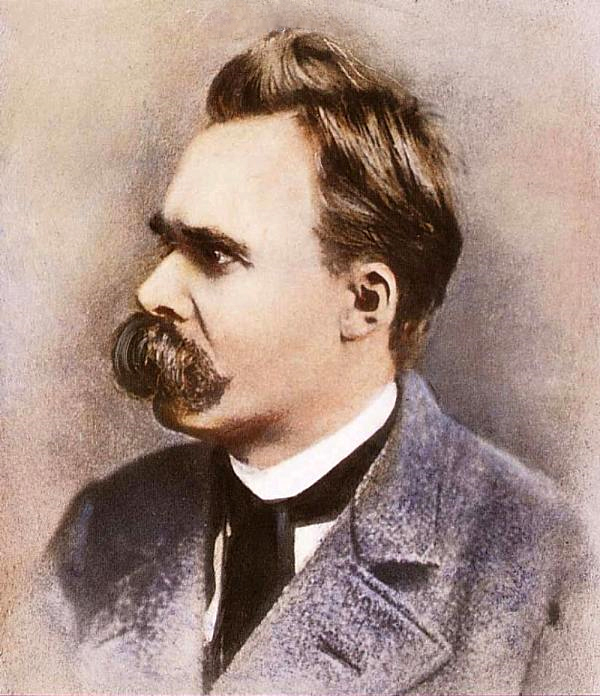
فریدریش نیچه

- آنگلا مرکل
- فردریش ویلهلم نیچه
- یوهان فریدریش آگریکولا
- میچل باچله
- کارل فیلیپ امانوئل باخ
- یوهان کریستف فریدریش باخ
- فلیکس بلاک
- لودویگ بولتزمان
- تیکو براهه
- پیتر دبای
- پل الریخ
- گوستاو تئودور فخنر
- هانس-گئورگ گادامر
- کریستف گراپنر
- ورنر هایزنبرگ
- گوستاو هرتز
- گوتفرید لایبنیتس
- گوتهولد افرایم لسینگ
- یوهان کونو
- ژولیوس ادگار لیلینفلد
- تئودور مومسن
- ویلهلم اوستوالد
- فردینان دو سوسور
- گیورگ فیلیپ تیلمان
- سین‌ایترو تومونوجا
- ریشارد واگنر
- بارتل لیندرت وان در واردن
- ویلهلم وونت
- منوچهر آزمون